# Symplectoscyphus multinoda
Symplectoscyphus multinoda är en nässeldjursart som först beskrevs av John Fraser 1948.  Symplectoscyphus multinoda ingår i släktet Symplectoscyphus och familjen Sertulariidae. Inga underarter finns listade i Catalogue of Life.